# Ємцев Олег Павлович
Олег Павлович Ємцев (нар. 24 червня 1951 Мелітополь — 3 серпня 2011 Комінтернівське) — український комік, актор.

## Біографія
Народився 24 червня 1951 року в Мелітополі, де з 13 років займався в драматичному колективі. Переїхавши до Одеси, навчався в естрадно-циркової студії при Одеському цирку. Потім закінчив Одеське театрально-технічне училище.
Творчу біографію розпочав в 1969 році. Працюючи в Парижі, артист познайомився з Марселем Марсо. Олег показував Марсо свої роботи і отримував від нього поради. Їхнє знайомство переросло у творчі і дружні стосунки. Олег захоплено згадує кожен концерт Марсо як незвичайний урок високої майстерності. У Парижі навчався в Міжнародній школі пантоміми, де працюють послідовники Етьєна Декру.
Майже рік прожив на Брайтон-Біч у Нью-Йорку, де успішно працював у різних шоу-програмах.
На гастролях у Польщі Ємцев отримав пропозицію постійної роботи в Кракові. Там він створив свій невеликий театр «На валізах», в якому пропрацював близько семи років.
Брав участь у зйомках серіалу «Маски-шоу» з 1992 по 1999 роки. З 2000-х років жив у двох містах — Одесі та Кракові (Польща). Останні 3 роки життя працював позаштатним співробітником у складі КТХ «Отаман» МКВК.
Пішов з життя 3 серпня 2011 року в 60 років від раку в смт. Комінтернівське. Похований на Таїровському цвинтарі у Одесі.

## Фільмографія
- 1971 — Довгі проводи — Мім
- 1976 —Тимур і його команда —   пантомімічний етюд «рибалка»
- 1992–2006 — «Маски-шоу» (ТВ)
- 2007 — Іван Подушкін: Джентльмен розшуку-2
- 2007 — Ліквідація — картковий шулер

## Призи та нагороди
- 2004 — Лауреат Міжнародного конкурсу «Малих театральних форм» в Варшаві (Польща).
- 2006 — Перша премія в конкурсі малих форм на фестивалі гумору та естради, м. Дніпропетровськ
- 2007 — Диплом першого ступеня на міжнародному конкурсі естради та гумору, м. Дніпропетровськ
- 2008 — Лауреат Українського фестивалю гумору «Золотий кролик» в Одесі.